# Rancho Río de los Putos
Rancho Rio de los Putos fue una concesión de tierra de México de 17,755-acres (71.85 km²) en la parte occidental del Valle de Sacramento, en los términos de los condados actuales de Solano y Yolo.
Fue dado en 1842 por el gobernador Juan Bautista Alvarado a William Wolfskill.
La concesión se extendió por ambas orillas del Putah Creek (anteriormente: Río Los Putos) y abarcó el presente Winters). En los mapas actuales, las cuatro ligas incluyen 10,750 acres (28.3 km²) en la parte sur de "Putah Creek" en el condado de Solano, y 7,005 acres (28.3 km²) en la parte norte de "Putah Creek" en el condado de Yolo.

## Historia
John Reid Wolfskill (1804–1897) nació en Kentucky, y en 1828 siguió a su hermano mayor, William Wolfskill a Nuevo México. John pasó diez años en Nuevo México, luego se unió a su hermano William en el Sur de California en 1838. John no era ciudadano mexicano y no pudo recibir una concesión de tierras. En 1842, el gobernador Alvarado otorgó el Rancho Río de los Putos de cuatro leguas cuadradas a William Wolfskill, un ciudadano mexicano. El hermano John partió poco tiempo después con ganado, bueyes, algunos caballos y una bolsa de esquejes y semillas para asentarse en la tierra de sus sueños, y llegó a Putah Creek a mediados de julio de 1842, el primer colono estadounidense en Condado de Solano.
En 1849, William Wolfskill transfirió la mitad de Rancho Río de los Putos a John, y transfirió el resto a John en 1854. Con la cesión de California a los Estados Unidos después de la Guerra México-Estadounidense, el Tratado de Guadalupe Hidalgo de 1848 disponía que se respetarían las mercedes de tierras. Como lo requiere la Ley de Tierras de 1851, se presentó una reclamación por el Rancho Río de los Putos ante la "Comisión de Tierras Públicas" según la "California Land Act of 1851", y la concesión de tierra fue patentada a William Wolfskill en 1858.
Hubo una disputa fronteriza ya que la concesión se superpuso a la concesión Rancho Los Putos de Peña y Vaca. En 1858 se realizó una encuesta para ajustar los límites.